# Antolín
Antolín, auch Paso Antolín, ist eine Ortschaft in Uruguay.

## Geographie
Sie befindet sich auf dem Gebiet des Departamento Colonia in dessen Sektor 12. Nördlich des Ortes verläuft der Arroyo San Juan. Die nächsten Ansiedlungen in der Umgebung sind Tarariras im Südosten und Cerros de San Juan in westsüdwestlicher Richtung.

## Infrastruktur
Der Ort liegt an den Rutas 22 und 83.

## Einwohner
Antolín hatte bei der Volkszählung im Jahr 2011 78 Einwohner, davon 30 männliche und 48 weibliche.
| Jahr | Einwohner |
| ---- | --------- |
| 1996 | -         |
| 2004 | 105       |
| 2011 | 78        |

Quelle: Instituto Nacional de Estadística de Uruguay